# Мехерніх
Мехерніх (нім. Mechernich) — місто в Німеччині, знаходиться в землі Північний Рейн-Вестфалія. Підпорядковується адміністративному округу Кельн. Входить до складу району Ойскірхен.
Площа — 136,3 км2. Населення становить 27 986 ос. (станом на 31 грудня 2020).